# Szinvai Pál
Szinvai Pál (Budapest, 1961. március 10.– ) magyar szobrász, keramikus.

## Élete
A Magyar Iparművészeti Főiskolán végezte tanulmányait, 1982 és 1987 között, ahol a mesterei Csekovszky Árpád és Schrammel Imre voltak, majd 1987 és 1991 között a müncheni Akademie der Bildende Künste hallgatója is volt, Hubertus von Pilgrim tanítványaként.
Első jelentősebb alkotói sikerét 1990-ben érte el egy németországi pályázat II. díjának elnyerésével. 1994-ben a Kecskeméti Nemzetközi Kerámia Stúdió ösztöndíját nyerte el, 1996-ban "A Sótartó - Hommage a Cellini" című nemzetközi kerámia szimpózium De Forma-ösztöndíjában részesült, 1998-ban pedig szintén a Kecskeméti Nemzetközi Kerámia Stúdió egy szimpóziumán kapta meg a Magyar Képzőművészek és Iparművészek Szövetségének ösztöndíját.
Pályájának első időszakára a samottos agyagból felépített figurális plasztikák, öntéses technikával készülő porcelánfigurák voltak jellemzőek. Később néhány bronz köztéri szobor megalkotását is magára vállalta.

## Jelentősebb kiállításai

### Egyéni kiállítások
- 1991: Atelier Ausstellung, Graz (Svenda Istvánnal)
- 1994: ETH Galéria, Budapest
- 1996: Megyei és Városi Könyvtár, Kaposvár; Gyergyai Galéria, Kaposvár; Mátyás Király Gimnázium, Fonyód (mindhárom alkalommal Krizsán Györggyel)
- 1997: Nevelők Háza Egyesület Galéria, Pécs (Krizsán Györggyel)

### Csoportos kiállítások
- 1990: International Cartoon Fesztivál, Budapest
- 1990-94, 1996: XI-XIV. Országos Kerámia Biennálé, Pécs
- 1998: Puschninvilla, Drezda
- 1998: IX. Őszi Kerámia Tárlat, Palme Ház, Budapest

## Köztéri művei

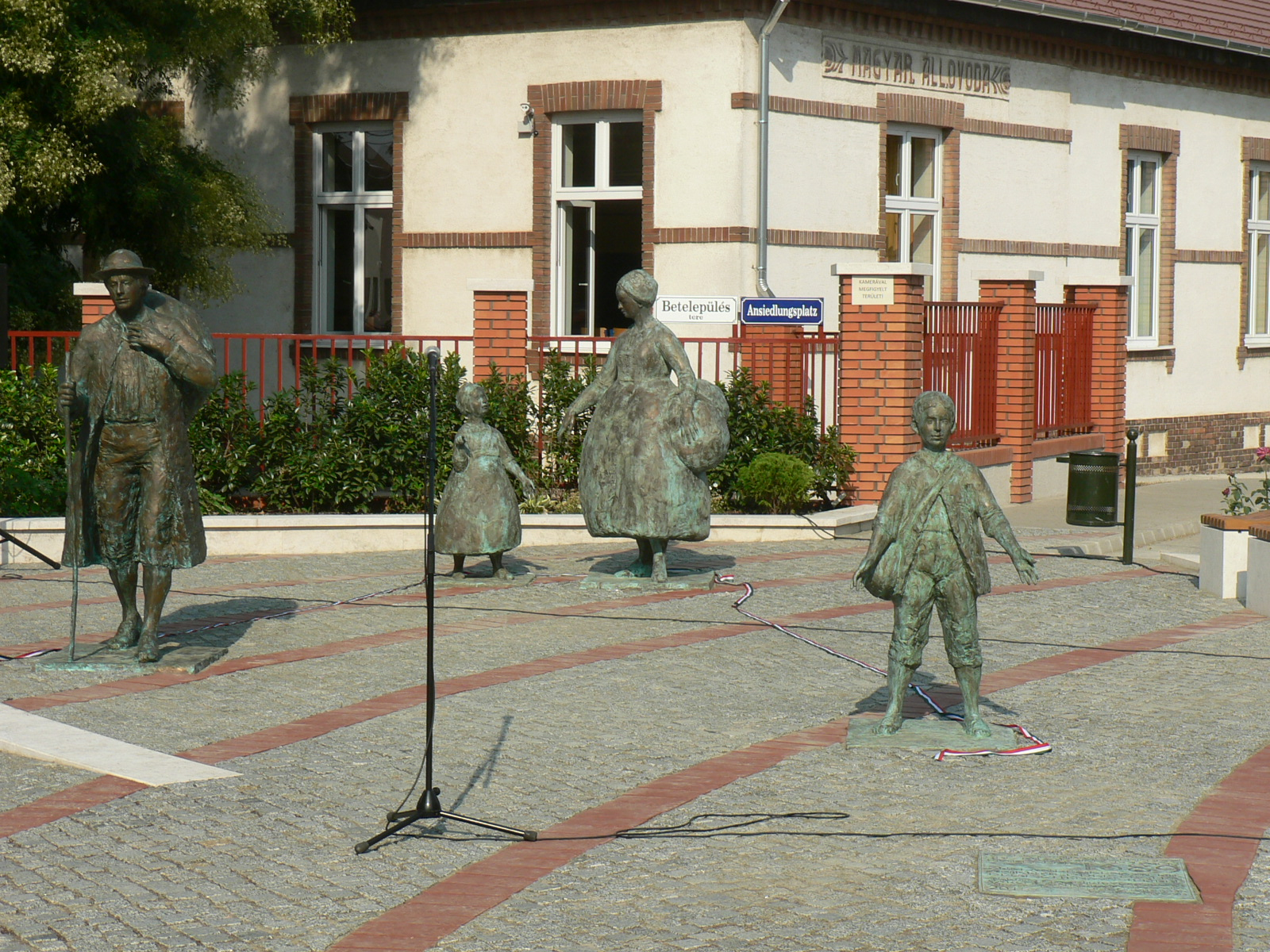
A pilisvörösvári betelepülési emlékmű az avatása utáni percekben

- 12 kerámia dombormű-portré [Rehák Júliával] (samottos agyag, 1988, Magyarok Nagyasszonya-kápolna, Cegléd)
- Kerámia vázák (1992, Budapest, Hotel Tusculanum)
- Samottos agyagfigurák (1994, Kecskeméti Nemzetközi Kerámia Stúdió)
- Káin és Ábel (samottos agyag, 1994, ETH Galéria, Ericsson székház)
- Bárka I-II-III. (1995, Siófok, Hotel Ezüstpart)

- Nagy Sándor és Kriesch Laura (bronz mellszobor, 2014, Gödöllő)[1]
- Betelepülési emlékmű (négy alakos bronz szoborcsoport, 2015, Pilisvörösvár)[2]